# Live Insurrection
Live Insurrection es el primer álbum en vivo de la banda estadounidense de heavy metal Halford, publicado en 2001 por Metal God Entertainment. Su grabación se llevó a cabo en la gira promocional de Resurrection entre 2000 y 2001, e incluye canciones de su primer álbum de estudio con Halford y algunos temas de Judas Priest y Fight. Por otro lado, en la portada figura Rob Halford besando la bandera de Chile.
En Japón se publicó el 27 de marzo de 2001 y contó con una pista adicional, una versión en vivo de «Blackout» de Scorpions, grabada con la participación especial del guitarrista rítmico Rudolf Schenker. Además, el disco incluye las canciones de estudio «Screaming in the Dark» —que no había sido publicada en ninguna producción anteriormente— «Heart of a Lion» y «Prisoner of Your Eyes», estas últimas fueron escritas en la década de los ochenta por Judas Priest y que hasta entonces figuraron en el disco Second Heat de Racer X y en la versión remasterizada de Screaming for Vengeance, respectivamente. Por último, el tema «Light Comes Out of Black» fue escrita por Rob Halford en 1992 y apareció en la banda sonora de la película Buffy la Cazavampiros, interpretada junto a Pantera. Por otro lado, el 21 de abril de 2002 el sistema Nielsen SoundScan informó que hasta esa fecha se habían vendido 25 532 copias del álbum en los Estados Unidos.

## Lista de canciones
| Disco 1 |                                                  |                                                  |          |  |
| N.º     | Título                                           | Escritor(es)                                     | Duración |  |
| 1.      | «Resurrection»                                   | Rob Halford, Patrick Lachman, Roy Z, John Baxter | 4:02     |  |
| 2.      | «Made in Hell»                                   | Halford, Z, Baxter                               | 4:13     |  |
| 3.      | «Into the Pit»                                   | Halford                                          | 4:15     |  |
| 4.      | «Nailed to the Gun»                              | Halford                                          | 3:35     |  |
| 5.      | «Light Comes Out of Black»                       | Halford                                          | 5:00     |  |
| 6.      | «Stained Class»                                  | Halford, Glenn Tipton                            | 5:32     |  |
| 7.      | «Jawbreaker»                                     | Halford, K. K. Downing, Tipton                   | 3:25     |  |
| 8.      | «Running Wild»                                   | Tipton                                           | 3:02     |  |
| 9.      | «Slow Down»                                      | Halford, Z, Bob Marlette                         | 4:40     |  |
| 10.     | «The One You Love to Hate» (con Bruce Dickinson) | Halford, Z, Dickinson                            | 3:11     |  |
| 11.     | «Life in Black»                                  | Halford                                          | 4:26     |  |
| 12.     | «Hell's Last Survivor»                           | Halford, Mike Chlasciak                          | 3:24     |  |
| 13.     | «Sad Wings»                                      | Halford, Patrick Lachman, Chlasciak              | 3:33     |  |
| 14.     | «Saviour»                                        | Halford, Lachman, Z                              | 2:57     |  |
| 15.     | «Silent Screams»                                 | Halford, Marlette                                | 7:32     |  |

| Disco 2 |                                                                                                   |                                               |          |  |
| N.º     | Título                                                                                            | Escritor(es)                                  | Duración |  |
| 1.      | «Intro» (removido en la remasterización de 2009)                                                  |                                               | 0:14     |  |
| 2.      | «Cyberworld»                                                                                      | Halford, Z, Chlasciak                         | 3:04     |  |
| 3.      | «The Hellion»                                                                                     | Halford, Downing, Tipton                      | 0:48     |  |
| 4.      | «Electric Eye»                                                                                    | Halford, Downing, Tipton                      | 3:29     |  |
| 5.      | «Riding on the Wind»                                                                              | Halford, Downing, Tipton                      | 3:10     |  |
| 6.      | «Genocide»                                                                                        | Halford, Downing, Tipton                      | 7:36     |  |
| 7.      | «Beyond the Realms of Death»                                                                      | Halford, Les Binks                            | 6:51     |  |
| 8.      | «Metal Gods»                                                                                      | Halford, Downing, Tipton                      | 4:34     |  |
| 9.      | «Breaking the Law»                                                                                | Halford, Downing, Tipton                      | 3:50     |  |
| 10.     | «Blackout» (con Rudolf Schenker, incluida en la versión japonesa y en la remasterización de 2009) | Herman Rarebell, Klaus Meine, Rudolf Schenker | 4:19     |  |
| 11.     | «Tyrant»                                                                                          | Halford, Tipton                               | 4:41     |  |
| 12.     | «Screaming in the Dark» (grabación de estudio)                                                    | Halford, Lachman, Z, Baxter                   | 3:41     |  |
| 13.     | «Heart of a Lion» (grabación de estudio)                                                          | Halford, Downing, Tipton                      | 3:51     |  |
| 14.     | «Prisoner of Your Eyes» (grabación de estudio)                                                    | Halford, Downing, Tipton,                     | 4:33     |  |

## Posicionamiento en las listas
| País           | Lista                     | Posición |
| -------------- | ------------------------- | -------- |
| Alemania       | Media Control Charts      | 52       |
| Estados Unidos | Top Heatseekers Albums    | 28       |
| Japón          | Japan Albums Chart        | 38       |
| Reino Unido    | Top Independent Albums    | 27       |
| Reino Unido    | Rock & Metal Albums Chart | 21       |
| Reino Unido    | UK Albums Chart           | 176      |
| Suecia         | Sverigetopplistan         | 57       |

## Músicos
- Rob Halford: voz
- Patrick Lachman: guitarra eléctrica
- Mike Chlasciak: guitarra eléctrica
- Ray Riendau: bajo
- Bobby Jarzombek: batería

Músicos invitados
- Bruce Dickinson: covoz principal en «The One You Love To Hate»
- Rudolf Schenker: guitarra rítmica en «Blackout»